# Jaguar XJR-14

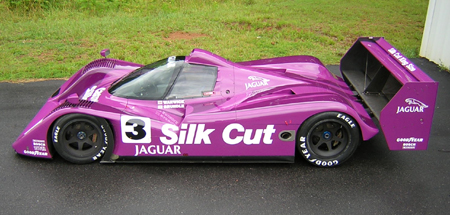
Jaguar XJR-14

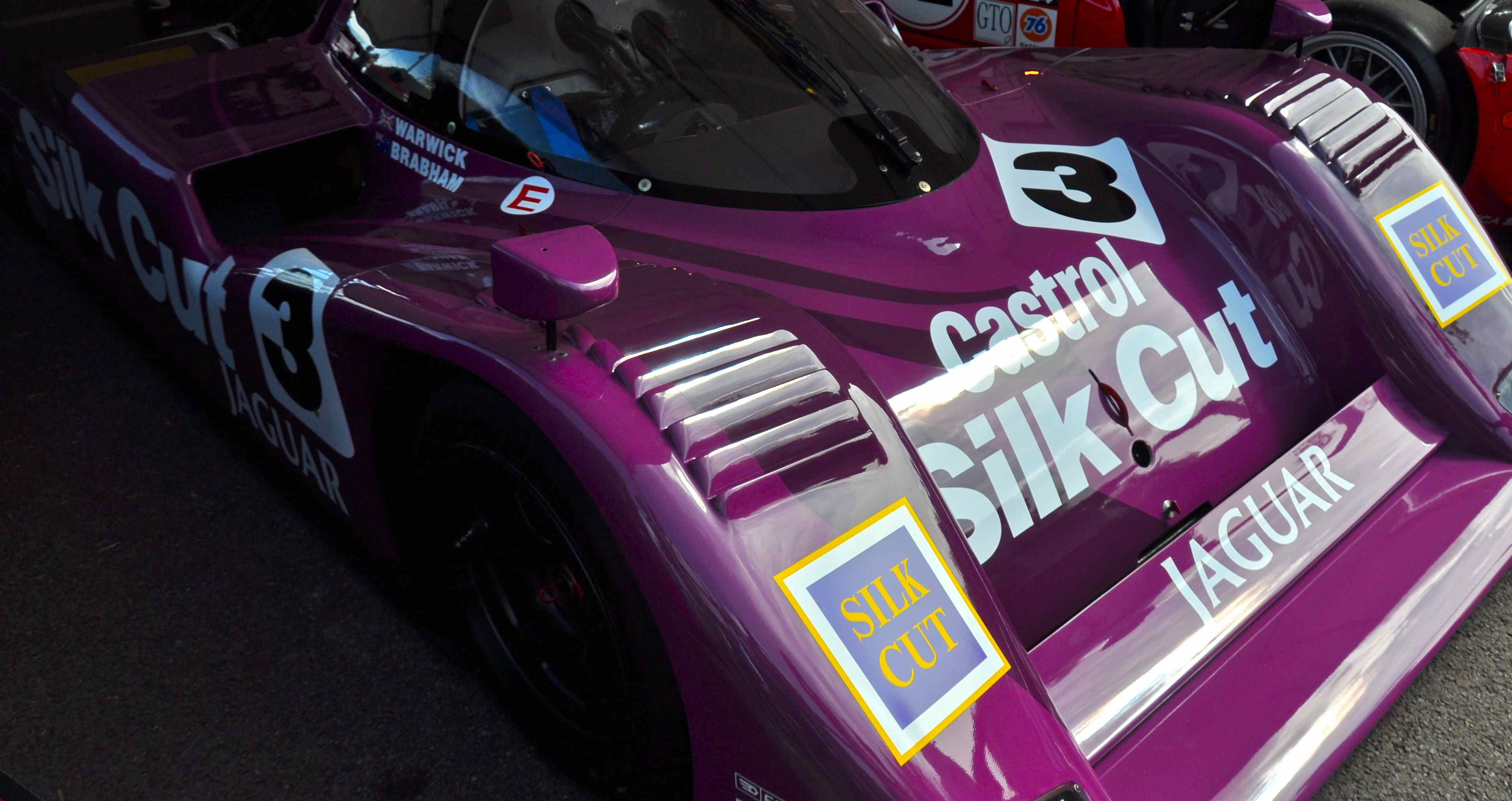
Frontpartie des XJR-14

Der Jaguar XJR-14 war ein Gruppe-C-Sportwagen der 1991 und 1992 bei Sportwagenrennen zum Einsatz kam.

## Entwicklungsgeschichte
1991 trat in der Sportwagen-Weltmeisterschaft ein neues Reglement in Kraft, das eine Umstellung der Motoren von Turbo auf Saugmotoren zur Folge hatte. Turbomotoren waren zwar nicht explizit verboten, durch das für sie geltende Verbrauchslimit gegenüber den neu zugelassen 3,5-Liter-Saugmotoren die kein Limit hatten aber chancenlos. Bei Jaguar und dem die Renneinsätze durchführenden Team Tom Walkinshaw Racing hatte Ross Brawn bereits 1989 ein erstes Konzept für einen aerodynamisch hochwertigen extrem leichten Prototyp entwickelt. Auf der Basis dieses Konzepts konstruierte Brawn in der zweiten Jahreshälfte 1990 den neuen Rennwagen mit hohem Boden- und Venturi-Effekt. Die Frontflügel bestanden aus teilweise beweglichen Teilen und der Heckflügel saß nieder um das Dach nicht zu überragen. Der XJR-14 hatte keine Türen mehr. Die Fahrer mussten wie bei den späteren geschlossenen LMP-Prototypen (siehe hierzu Peugeot 908 HDi FAP, Toyota TS030 Hybrid, Audi R18 und Porsche 919 Hybrid) durch eine Fensterluke aus und einsteigen.
Da Brawn in den 1980er-Jahren bereits an Projekten für Formel-1-Fahrzeuge beteiligt war, flossen seine Erfahrungen in den Bau des XJR-14 ein. Für viele Beobachter der Sportwagenszene war der XJR-14 nicht weniger als ein verkleideter Formel-1-Rennwagen. Wie bei Formel-Wagen war der Vorderwagen sehr kurz. Um Platz zu sparen, wurden die an Vorderrädern quer eingebauten Drehstabfedern über die Pedale platziert.
Der Motor des XJR-11 von 1989 war ein überarbeitetes Triebwerk aus dem Metro 6R4 mit zwei Turboladern. Der XJR-12 hatte einen 7,4-Liter-V12-Motor. Beide Motorenkonzepte kamen daher für eine weitere Verwendung nicht in Frage. Da Jaguar inzwischen von der Ford Motor Company übernommen wurde, kam Tom Walkinshaw an ein passendes Triebwerk. Der 3,5-Liter-Ford-HB-V8-Motor war in der Formel-1-Saison 1990 im Benetton B190 eingebaut und kam nunmehr im XJR-14 zum Einsatz. Damit verstärkte sich der Vorwurf der Konkurrenz, beim Jaguar-Prototyp handele es sich um eine Formel-1-Boliden mit verbauten Rädern und Dach.

## Renneinsätze
Sein Renndebüt gab der XJR-14 beim 430-km-Rennen von Suzuka, dem ersten Weltmeisterschaftslauf der Saison. Walkinshaw hatte zwei Fahrzeuge gemeldet, die von Derek Warwick, Martin Brundle und Teo Fabi gefahren wurden, wobei Brundle sowohl für den Wagen mit der Nummer 3, als auch für den Wagen mit der Nummer 4 gemeldet war und im Rennen zwischen beiden Prototypen hin und her wechseln sollte. Im Training fuhr Warwick eine Zeit von 1:48.084 Minuten und war damit um 2,5 Sekunden schneller als der zweitplatzierte Keke Rosberg im Peugeot 905. Zum Vergleich die Zeiten die im Training zum Großen Preis von Japan 1991 der Formel 1 erzielt wurden. Auf den langsamsten in der Qualifikation, Eric van de Poele im Lambo 291, fehlten Warwick 1,4 Sekunden. Allerdings war der Rückstand auf den Trainingsschnellsten Gerhard Berger im McLaren MP4/6 mit knapp 11 Sekunden bereits beträchtlich. Im Rennen führte Warwick 64 Runden überlegen das Feld an, dann musste er wegen eines Ventilschadens aufgeben. Martin Brundle hatte schon nach vier Runden stoppen müssen, da eine defekte Elektrik den Wagen ausrollen ließ. Der Sieg ging an den Peugeot 905 von Mauro Baldi und Philippe Alliot.
Die Stärke und Schnelligkeit des XJR-14 zeigte sich bei den beiden folgenden Rennen in Monza und Silverstone, die überlegen gewonnen wurden. Beim 24-Stunden-Rennen von Le Mans verzichtete Walkinshaw auf einen Einsatz der XJR-14, da man dem Ford-Motor einen 24-Stunden-Dauerbetrieb ohne Probleme nicht zutraute.
Bei folgenden Rennen nach Le Mans, dem 430-km-Rennen auf dem Nürburgring, gab es einen XJR-14-Doppelsieg. Derek Warwick und David Brabham gewann vor Fabi und Brabham, der diesmal die Aufgabe hatte in zwei Wagen Turns zu fahren. Es war der letzte Sieg für den XJR-14 in der Weltmeisterschaft, die letzten drei Rennen konnten nicht gewonnen werden. Jaguar gewann dennoch deutlich die Marken-Weltmeisterschaft und Teo Fabi sicherte sich die Fahrer-Weltmeisterschaft.
1992 wurden XJR-14 in der IMSA-GTP-Serie gefahren. Davy Jones gewann mit diesem Jaguar-Modell die Meisterschaftsläufe in Road Atlanta und Mid-Ohio.
1992 wurde fünf Chassis ohne Motor für Mazdaspeed aufgebaut, die diese Wagen als Mazda MXR-01 in der Sportwagen-Weltmeisterschaft 1992 einsetzten.